# Elprogrammet
Elprogrammet var ett nationellt gymnasieprogram, sedan 2011 ersatt av El- och energiprogrammet. 
De nationella inriktningarna var automation, teknik, datorteknik och elektronik; dessutom fanns lokala inriktningar.